# سن-ایزیدور (شودییر-آپالاش)
سن-ایزیدور، شودییر-آپالاش (به فرانسوی: Saint-Isidore) شهری در منطقه شهری لا نوول-بوس ناحیه شودییر-آپالاش در استان کبک کانادا است. در سرشماری سال ۲۰۱۱ این شهر ۲٬۷۴۲ نفر جمعیت داشته‌است و مساحت آن ۱۰۱٫۱۸ کیلومتر مربع است.